# Monteverde (obszar chroniony)
Monteverde (hiszp. Reserva Monteverde, Reserva biológica Bosque Nuboso Monteverde) – prywatny obszar chroniony o powierzchni 4125 ha leżący na terenie północno-środkowej Kostaryki, na północny wschód od stolicy państwa, San José, utworzony i zarządzany przez Centro Científico Tropical. Większa część terenu, na którym leży ten obszar chroniony to teren wykupiony przez kwakrów.

## Warunki naturalne
Rezerwat znajduje się na wysokości 1460 m n.p.m. Średnia roczna temperatura wynosi 18,8 Co, suma opadów 2519 mm. Wyróżnić można 3 sezony. Porę deszczową (maj-październik) cechuje czyste niebo i chmury typu cumulus, opady występują po południu i wczesnym wieczorem. W porze przejściowej (listopad-styczeń) występują silne wiatry, chmury typu stratus i stratocumulus, wilgoć nanoszona jest przez wiatr. Pora sucha występuje od lutego do kwietnia, chmury typu stratus lub ich brak, obecna mgła nanoszona przez wiatr.

## Fauna
Na terenie obszaru chronionego stwierdzono około 434 gatunków ptaków, z czego 91 to ptaki, które przebywają na terenie Monteverde jedynie w trakcie wędrówek. Cztery gatunki gnieżdżą się na terenie rezerwatu, lecz migrują po sezonie lęgowym, są to m.in. tyranopiracik (Legatus leucophaius) i wireonek białobrzuchy (Vireo flavoviridis). 68 gatunków odbywa jedynie wędrówki na inną wysokość. Z ptaków osiadłych wymienić można kwezala herbowego (Pharomachrus mocinno), konurę pomarańczowoczelną (Eupsittula canicularis), nocolota szarego (Nyctibius griseus), uszatka brązowego (Colibri delphinae), pleszówkę ciemnogłową (Myioborus miniatus) i klarnetnika ciemnolicego (Myadestes melanops). Występują tu również pierwowróblowce, jak modrogrzbiecik długosterny (Chiroxiphia linearis), perłowiec brunatny (Premnoplex brunnescens) i dzwonnik trójsoplowy (Procnias tricarunculatus). Brak gatunków endemicznych.
W Monteverde ze ssaków występuje 6 gatunków torbaczy, 3 gat. ryjówkowatych, 58 gatunków nietoperzy, 3 naczelne, 7 szczerbaków, 2 króliki, jeden gatunek susła, 3 wiewiórki, jeden gatunek z rodzaju Acomys i około 15 myszowatych, jednego jeżozwierza, aguti Dasyprocta punctata, 2 gatunki psowatych, 5 łasicowatych, 4 gatunki szopowatych, 6 kotowatych, 2 pekari oraz po jednym gatunku jelenia i tapira.
W rezerwacie występuje także około 1200 gatunków gadów i płazów, w tym wymarła ropucha złota oraz około 5000 gatunków ciem.

## Flora
Na terenie Monteverde stwierdzono około 2500 gatunków roślin, z czego 420 stanowią przedstawiciele storczykowatych. Występuje tu około 800 gatunków epifitów.